# Семичленные гетероциклы

Оксепин

Семичленные гетероциклы — органические циклические соединения, имеющие как минимум один семичленный цикл, в состав которого входит как минимум один гетероатом.

## Описание
В зависимости от элемента, который является гетероатомом семичленные гетероциклы разделяют на азепины с атомом азота, оксепины с атомом кислорода и тиепины с атомом серы. Некоторые соединения обладают высокой биологической активностью и используются для синтеза транквилизаторов

## Наиболее известные представители
- Оксепины
- Тиепины
- Азепины
- Азепанон-2
- 1H-1,5-Бенздиазепины
- Капролактон
- Капролактам